# Polohemd

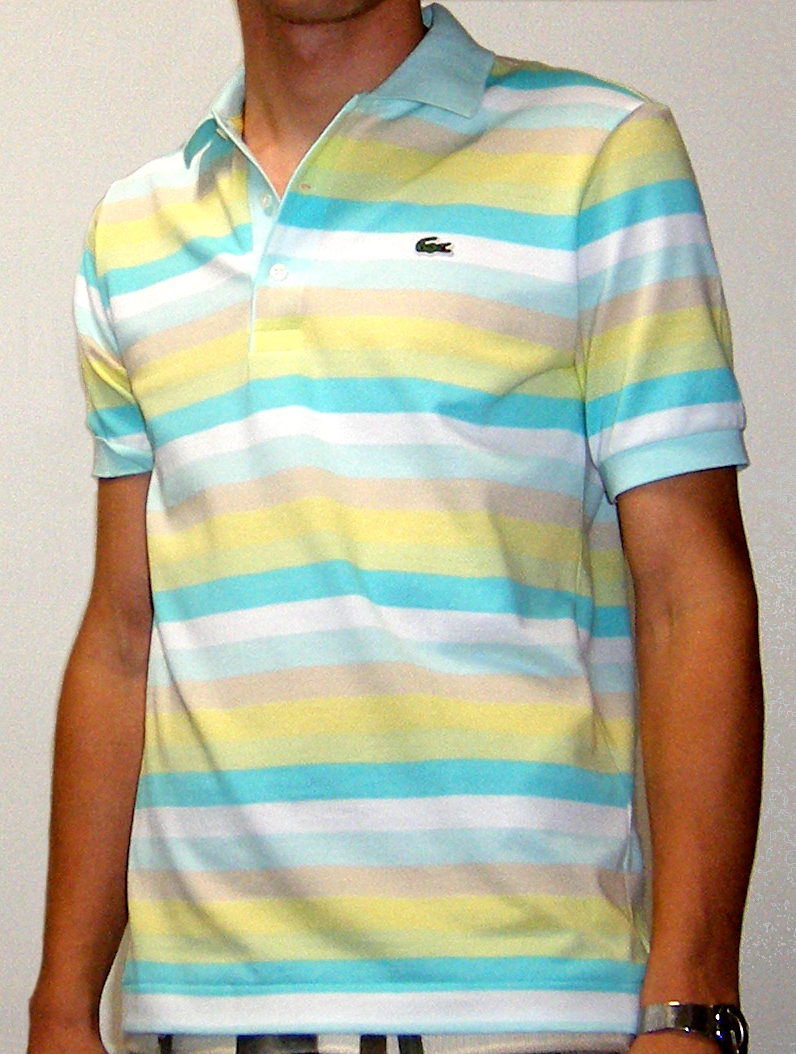
Polohemd

Ein Polohemd oder Poloshirt ist ein meist kurzärmeliges Hemd in Schlupfform mit nicht durchgehender Knopfleiste (Pololeiste) mit zwei bis drei Knöpfen, die in den in einem Stück geschnittenen Auslegekragen übergeht. Gebräuchliches Material ist Feinripp für Kragen und die Ärmel mit elastischen Bündchen. Das Polohemd ist ein Klassiker der Sportbekleidung, findet aber auch als Kleidungsstück für Arbeitskräfte und als Freizeitkleidung Verwendung.
Davon abgeleitet wird als „Pololeiste“ die an Kleidern, Blusen, Hemden, Pullovern und Shirts anzutreffende halbe Knopfleiste mit angeschnittenem Hemdkragen bezeichnet.

## Entwicklung
Polohemden kamen Anfang des 20. Jahrhunderts in Indien auf, das subtropische Klima verlangte ein leichtes Hemd für das Polo-Spiel. Angeregt wurde es angeblich von einem gestreiften, rund ausgeschnittenen, etwa hüftlangen Trikot, das indische Aristokraten zur Jodhpurhose trugen. Als Erfinder des modernen Polohemds gilt jedoch der erfolgreiche französische Tennisspieler René Lacoste, der bereits 1933 derartige Hemden entwarf und seinen Spitznamen „Krokodil“ zum Markenzeichen machte, als die Tennisspieler noch in langärmligen Hemden spielten. Die originären Polohemden sind aus luftig gewebtem Baumwollpikee gefertigt. Das im Schnitt sehr ähnliche, aber langärmlige Rugbyshirt ist hingegen aus reißfestem Jerseymaterial geschneidert.

## Als Arbeitskleidung
Der Sportbereich ist längst nicht mehr der Hauptverwendungsbereich für Polohemden. Polohemden werden inzwischen auch im Arbeitsbereich oder als Berufskleidung eingesetzt: Besonders Servicekräfte im Einzelhandel und in der Gastronomie oder auch Fabrikarbeiter werden von ihren Arbeitgebern mit einheitlichen Polohemden, oft mit Firmenaufschrift, eingekleidet. Polohemden sind im Mittelfeld zwischen einfachen T-Shirts und klassischen Oberhemden anzusiedeln: Einerseits gelten Polohemden als deutlich seriöser und weniger freizeitlastig als kragenlose T-Shirts, dazu als „praktischer“ als zum Beispiel durchgeknöpfte Herrenhemden. Die Polizeien von Sachsen und Nordrhein-Westfalen nutzen Polohemden als Teil der Uniform.

## Hersteller und Varianten
Polohemden werden, als ursprünglich ausschließlich „männliches“ Kleidungsstück, von fast allen Herrenmodeherstellern gefertigt. Die als Ur-Marke angesehene Firma Lacoste produziert mittlerweile ebenfalls andere Modeartikel, die über das Ursprungswerk von Vater René Lacoste hinausgehen. Nach dem Zweiten Weltkrieg (1939–1945) begann auch der ehemalige britische Tennisprofi Fred Perry Polohemden zu fertigen. Bei seinen Hemden wurde das Emblem – ein Lorbeerkranz – eingestickt und nicht wie Lacostes Krokodil aufgenäht. Populär ist auch das Polohemd von Ralph Lauren.
In der modernen Mode sind Poloshirts für Frauen, Männer und Kinder gleichermaßen beliebt.